# Hästöklubben
Hästöklubben är en ö i Finland. Den ligger i sjön Larsmosjön och i kommunen Kronoby i den ekonomiska regionen  Jakobstadsregionen  och landskapet Österbotten, i den centrala delen av landet, 400 km norr om huvudstaden Helsingfors. Öns area är 4,3 hektar och dess största längd är 270 meter i öst-västlig riktning. I omgivningarna runt Hästöklubben växer i huvudsak blandskog.